# Chaharshanbe Surí
Chahārshanbe-Sūrí (en persa: چهارشنبه‌سوری‎) es un antiguo festival persa que se remonta como mínimo hasta el 1700 a. C. con raíces en el mazdeísmo. Chaharshanbé significa «miércoles», mientras «surí» significa «festivo», quedando así traducido literalmente como «Miércoles de fiesta». La festividad se celebra el último miércoles del año iraní, que de acuerdo con la división del día tradicional en Irán, comienza al caer el sol anterior (martes por la tarde-noche). Durante la festividad se celebran varios rituales, de los cuales el más importante consisten en encender fuegos en las calles mientras los participantes los saltan gritando zardí-e man az to, sorjí-e to az man, que significa literalmente «mi color amarillo (pálido, enfermizo) es tuyo, tu color rojo es mío». El fuego y la luz representa la bondad, con estos elementos los iraníes celebran el paso del último miércoles del año hacia la llegada de la primavera que trae días más largos.
Se cree que durante el último día del año los vivos son visitados por los espíritus,   por lo cual muchas personas, especialmente los niños, se enrollan en un sudario para recrear estas visitas. Los niños corren por las calles golpeando cacerolas y sartenes con Qashogzaní para alejar el último día de mala suerte del año mientras van tocando en las puertas de las casas pidiendo un aguinaldo.
Durante ese día es también usual preparar diversos platos especiales para convertir los deseos en realidad. El Âsh es un ejemplo, es un tipo de sopa de fideos espesa.